# Les Hameaux
Les Hameaux est une ancienne commune française des Deux-Sèvres. Elle a été supprimée en 1885. Son territoire a été partagé entre les communes de Sainte-Radegonde, Sainte-Verge et Thouars.